# Kærlighed ved første hik (bog)
 For alternative betydninger, se Kærlighed ved første hik. (Se også artikler, som begynder med Kærlighed ved første hik)
Kærlighed ved første hik er en ungdomsroman af forfatteren Dennis Jürgensen, der blev udgivet i 1981.
Bagpå bogen står disse ord: "Det hele begyndte nytårsaften, da jeg fik et anfald af min uhelbredelige hikke. – Jeg har en idé, råbte cowboyen og kom til. – Han skal stå på hovedet og drikke et glas vand..."
I 1999 blev bogen filmatiseret under samme navn af Tomas Villum Jensen med Robert Hansen og Sofie Lassen-Kahlke i hovedrollerne, og som senere fik en række efterfølgere.
| Bog | Spire Denne artikel om bøger og tidsskrifter er en spire som bør udbygges. Du er velkommen til at hjælpe Wikipedia ved at udvide den. |